# Període Reiwa
Reiwa (令和, Bella harmonia), és el nom que rep el període japonès que té començament l'1 de maig del 2019. Aquest és el dia en què Naruhito, el fill gran de l'emperador Akihito, va pujar al Tron del Crisantem, i va esdevenir el 126è emperador del Japó. L'emperador Akihito va abdicar el 30 d'abril del 2019, donant fi al període Heisei. Fins l'1 de maig, l'any 2019 correspon a Heisei 31 i a partir d'aquest dia correspon a Reiwa 1. (令和元年 Reiwa gannen, "el primer any de Reiwa")

## Rerefons

### Selecció del nom
Un equip de nou membres experts, format per set homes i dues dones, van elaborar una llista de noms i el gabinet en va triar el nom definitiu.
Aquests experts van ser:
- Shinya Yamanaka (山中伸弥) – Científic estudiós de les Cèl·lules mare i guanyador del premi Nobel de Medicina i Fisiologia; professor a la Universitat de Kyoto
- Mariko Hayashi (林真理子) – Novel·lista i guionista
- Midori Miyazaki (宮崎緑) – Professora a la Universitat de comerç de Chiba
- Itsurō Terada (寺田逸郎) – Ex-jutge en cap del Tribunal Suprem del Japó
- Sadayuki Sakakibara (榊原定征) – Expresident de la Federació econòmica japonesa
- Kaoru Kamata (鎌田薫) – Conseller i degà de la Universitat de Waseda
- Kōjirō Shiraishi (白石興二郎) – President de l'associació d'editors i editors de diaris del Japó
- Ryōichi Ueda (上田良一) – President de la Corporació Emissora del Japó
- Yoshio Ōkubo (大久保好男) – President de Nippon Television

L'endemà de saber-se el nom oficial es van saber altres candidats a ser el nom de la nova era. Es van considerar aquests: Eikō (英弘), Kyūka (久化), Kōshi o Kōji (広至), Banna o Banwa (万和), i Banpo o Banhō (万保), tres dels quals són extrets d'obres japoneses com el Kojiki o el Nihon Shoki. No s'han revelat les pronúncies oficials d'aquests noms i, per tant, són especulatives. Només es va filtrar la lectura d'Eikō.

### Anunci

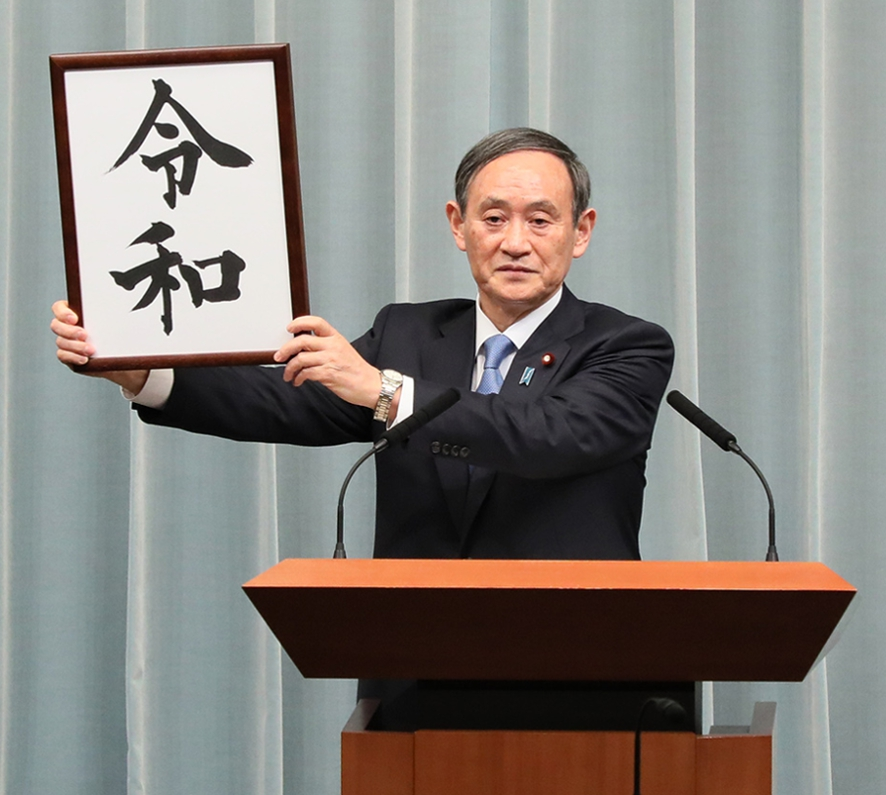
Yoshihide Suga, secretari general del gabinet, anuncia la nova era imperial Reiwa a la premsa.

El govern japonès va anunciar el nom en una roda de premsa televisada en directe. El secretari general del gabinet, Yoshihide Suga, va revelar la cal·ligrafia del kanji en un quadre com es fa de manera tradicional. El primer ministre Shinzō Abe va dir que Reiwa representa "la cultura que neix i creix gràcies a la gent reunida amb bellesa"

### Origen i significat
Els caràcters kanji que componen Reiwa provenen del Man'yōshū, una antologia de poesia waka del segle vuitè (Període Nara). Els caràcters es poden trobar en un grup de 32 poemes (815-846) al volum 5è de la col·lecció. Es llegeix així:
Text Kanbun original:
于時、初春令月、氣淑風和、梅披鏡前之粉、蘭薫珮後之香。
Traducció clàssica japonesa (kanbun kundoku):
時に、初春の令月にして、気淑く風和らぎ、梅は鏡前の粉を披き、蘭は珮後の香を薫らす。
Toki ni, shoshun no reigetsu ni shite, ki yoku kaze yawaragi, ume wa kyō zen no ko wo hiraki, ran wa hai go no ko wo kaorasu.
Traducció al català:
Era en una nova primavera, en un mes just, ("Rei")
quan l'aire era clar i el vent una brisa suau ("wa")
Les flors del pruner van florir en un bell i encisador blanc

i la fragància de les orquídies n'era el perfum dolç
El Ministeri d'Afers Exteriors del Japó va proporcionar una interpretació de Reiwa en anglès (Bella harmonia) per tal que no es pensés que "rei" (令) volia dir "ordre". Tanmateix, el mateix ministeri va fer saber que aquesta traducció no és oficial ni legalment vinculant.

## Novetat

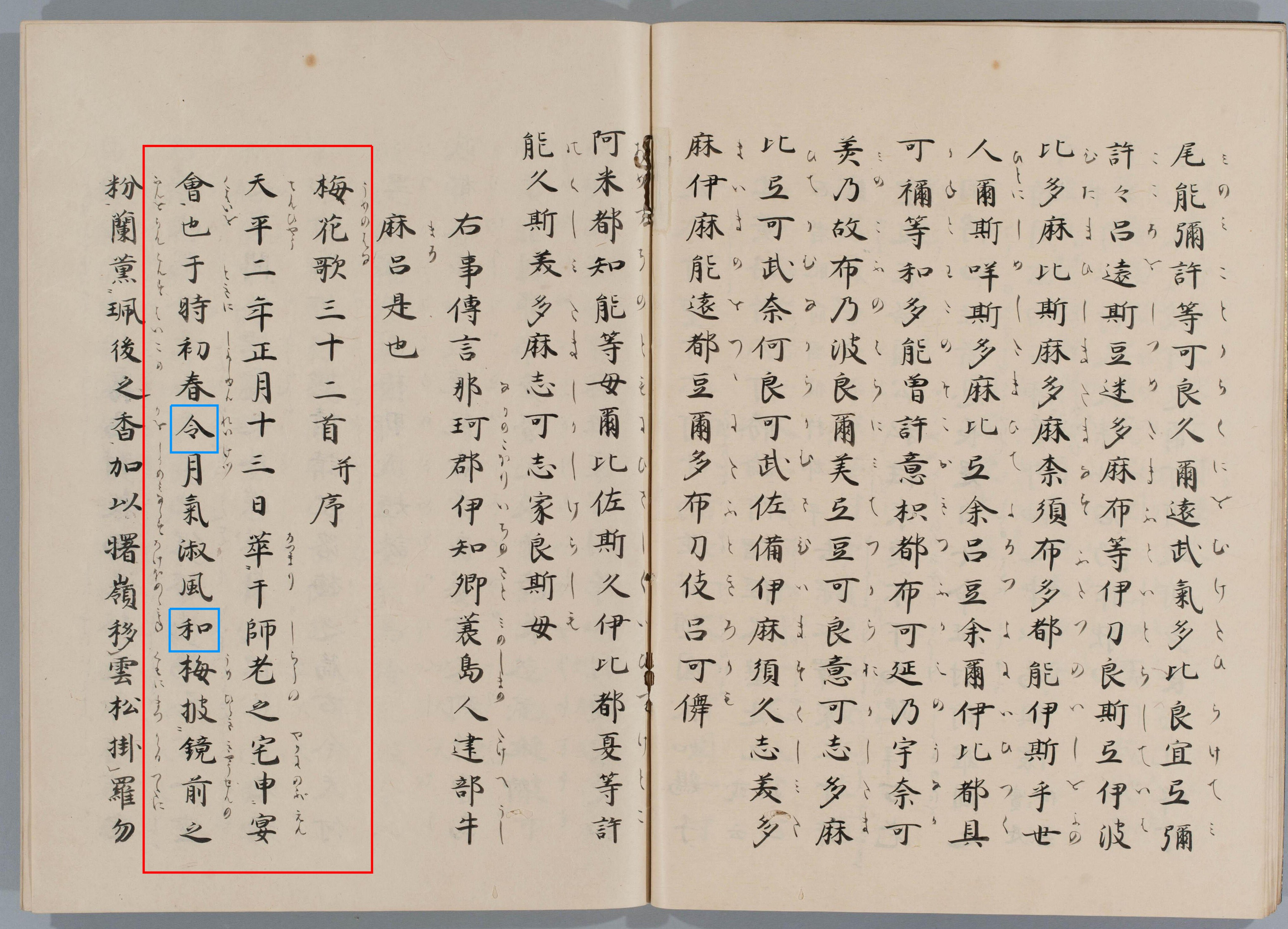
Extracte del volum 5è del Man'yōshū on apareixen els kanjis de Reiwa

És el primer cop que un període del Japó ha agafat caràcters d'una obra de la literatura japonesa clàssica en comptes d'una obra de la literatura xinesa clàssica. En resposta a una pregunta feta per la premsa japonesa al Ministeri d'Afers Exteriors de la Xina, va dir que això era un afer intern del Japó, però tot i així, va desitjar una bona relació entre els dos països.

## Implementació

### Moneda
Segons la Seca del Japó, que s'encarrega de produir la moneda japonesa, a partir de l'octubre del 2019 totes tindran el nou nom. Es triga tres mesos a fer-ne les preparacions com crear-ne els motlles per posar-hi el text o les imatges. Es prioritzà la creació de monedes de 100 i 500 iens per la seva elevada encunyació i circulació, amb una sortida anticipada el juliol del 2019.

### Tecnologia
Per a la nova era, el consorci Unicode ha reservat un punt de codi (U+32FF ㋿ SQUARE ERA NAME REIWA) per un nou glif que combinarà els dos kanjis que formen Reiwa, 令 i 和, en un de sol. Ja existeixen altres codis similars amb altres períodes com Shōwa (U+337C ㍼ SQUARE ERA NAME SYOUWA) i Heisei (U+337B ㍻ SQUARE ERA NAME HEISEI). La primera versió d'Unicode en què surt és la 12.1, apareguda en maig de 2019.